# Alphabetical
Alphabetical è il secondo studio album della band rock francese Phoenix, pubblicato nel 2004.
Dal disco sono stati estratti due singoli: Everything Is Everything e Run, Run, Run.

## Tracce
Testo e musiche dei Phoenix.
1. Everything Is Everything - 3:01
2. Run, Run, Run - 3:50
3. I'm an Actor - 2:33
4. Love for Granted - 4:24
5. Victim of the Crime - 4:02
6. (You Can't Blame It On) Anybody - 3:33
7. Congratulations - 1:12
8. If It's Not With You - 3:57
9. Holdin' on Together - 3:27
10. Alphabetical - 7:34

## Formazione

### Gruppo
- Laurent Brancowitz - chitarra, tastiera e voce secondaria
- Deck D'Arcy - basso, tastiera e voce secondaria
- Thomas Mars - voce
- Christian Mazzalai - chitarra e voce secondaria

### Altri Musicisisti
- Ivan Beck - chitarra acustica in Love for Granted
- Pino Palladino - basso in Congratulations, Victim of a Crime e Alphabetical
- Jm Mery - tastiera in Congratulations, If It's Not With You e Alphabetical
- Alex Locascio - batteria e percussioni in Everything Is Everything, I'm an Actor, Love for Granted e Victim of the Crime